# Eudoksja Laskarina
Eudoksja Laskarina (gr. Εὐδοξία Λασκαρίνα Ἀσανίνα, ur. ok. 1245/1248, zm. 1311 w Saragossie) – córka Teodora II Laskarysa i Heleny Asen.

## Życiorys
Eudoksja był czwartą córka cesarza Teodora II Laskarysa i Heleny Asen. Dorastała na cesarskim dworze w Nicei. Pierwotnie miała zostać żoną przyszłego króla Aragonii Piotra III. Przed zimą 1262 poślubiła Guillame Pierre di Ventimiglia (1230-1283), Seigneur de Tenda. Mieli siedmioro dzieci:
- Lukrecja Lascaris di Ventimiglia (1264-1314)
- Giovanni I Lascaris di Ventimiglia (1264 - ok. 1323), żonaty z Menzią z Montferratu
- Beatrycze Lascaris di Ventimiglia, który poślubiła Guillema de Montcada
- Vatatza Lascaris di Ventimiglia (ur. 1268 lub 1272-1336), która poślubiła w 1285 lub 1288 do Martima Anes de Soverosa (zm. 1286) a następnie w 1296 roku Pedro de Urriés Jordan lord of Loarre (zm. 1350).
- Giacomo di Ventimiglia Lascaris
- Otto Lascaris di Ventimiglia
- Jolanta Lascaris di Ventimiglia, która poślubiła Pedro de Ayerbe, barona Ayerbe.

Przed osiągnięciem 30 lat Eudoksja uciekła z Ligurii do Aragonii z córkami Vatatzą i Beatrycze. W 1281 roku wyszła drugi raz za mąż za Arnauda Rogera [I] hrabiego Pallars-Subirá (zm. 1288). Ich dziećmi byli:
- Sybilla de Pallars, hrabina Pallars-Subirá, od 1297 żona Hugona VIII de Mataplana, barona Mataplay i hrabiego Pallars-Subirà
- Beatriu de Pallars, żona od 1300 Guillèna IV de Anglesola, Pana Bellpuig (zm. 1333)
- Violent de Pallars (ok. 1284-1311), który około 1300 poślubił Ximen Cornell
- nieznane z imienia dziecko

W 1296 roku założyła klasztor Klarysek oraz Sanktuarium Mare de Déu de la Serra w Montblanc, gdzie wstąpiła w 1306 roku. Zmarła w 1311 roku, została pochowana w dominikańskim klasztorze w Saragossie.